# Барберини, Антонио (старший)
Антонио Марчелло Барберини старший (итал. Antonio Marcello Barberini seniore; 19 ноября 1569, Флоренция, Великое герцогство Тосканское — 11 сентября 1646, Рим, Папская область) — итальянский куриальный кардинал, капуцин. Епископ Сенигаллии с 26 января 1625 по 11 декабря 1628. Префект Священной конгрегации по делам епископов и монашествующих с 14 июня 1628 по 1 декабря 1633. Секретарь Верховной Священной Конгрегации Римской и Вселенской Инквизиции со 2 октября 1629 по 3 октября 1633. Камерленго Священной Коллегии кардиналов с 19 января по 16 февраля 1632 и с 7 января 1636 по 12 января 1637. Великий пенитенциарий с 3 октября 1633 по 11 сентября 1646. Библиотекарь Святой Римской Церкви и архивариус Святой Римской Церкви с 13 декабря 1633 по 11 сентября 1646. Префект Священной конгрегации резиденции епископов с 28 марта 1635 по 11 сентября 1646. Про-генеральный викарий Рима с 1 октября 1636 по 1 октября 1643. Про-префект Священной конгрегации по делам епископов и монашествующих с 1 октября 1636 по 1 октября 1643. Кардинал-священник с титулом церкви Сант-Онофрио с 7 октября 1624 по 7 сентября 1637. Кардинал-священник с титулом церкви Сан-Пьетро-ин-Винколи с 7 сентября 1637 по 26 мая 1642. Кардинал-священник с титулом церкви Санта-Мария-ин-Трастевере с 26 мая 1642 по 11 сентября 1646.

## Биография
Младший брат папы римского Урбана VIII. Дядя кардиналов Франческо Барберини старшего и Антонио Барберини младшего. Внучатый дядя кардинала Карло Барберини. Правнучатый дядя кардинала Франческо Барберини младшего.